# Резов, Юрий Михайлович
Юрий Михайлович Резов (24 января 1937, Саратов — 25 октября 2021) — советский и российский инженер и управленец. Лауреат Государственной премии СССР в области науки и техники (1989), генеральный директор СВПО «Трансформатор» (1976—1996), почётный гражданин города Тольятти (2004).

## Биография
Родился 24 января 1937 года в Саратове. С 1954 года работал на строительстве Волжской ГЭС. Был электромонтёром, экскаваторщиком, слесарем, электросварщиком, прорабом. В 1962 году окончил Куйбышевский индустриальный институт (ныне Самарский государственный технический университет) и устроился на работу на Ставропольский завод ртутных выпрямителей (ныне ООО «Тольяттинский трансформатор»). На заводе работал старшим мастером, начальником аппаратного цеха, начальником отдела технического контроля, начальником сварочно-заготовительного цеха, заместителем начальника производственного цеха, главным технологом завода.
В феврале 1970 года стал заместителем директора завода по коммерческим вопросам, в июле 1972 года — заместителем директора по производству. В июле 1976 года назначен генеральным директором объединения СВПО «Трансформатор». В 1994 году избран генеральным директором ОАО «Трансформатор». В 1996 году стал председателем совета директоров ОАО «Трансформатор». С 2001 года — советник генерального директора ООО «Тольяттинский Трансформатор». Больше десяти лет был заместителем председателя Тольяттинского Совета директоров крупных промышленных предприятий. Избирался народным депутатом районного, городского и областного советов.
Юрий Резов внёс существенный вклад в запуск в производство новых типов трансформаторов, другой техники, а также товаров народного потребления. Под его руководством на заводе был построен корпус высоковольтных тиристорных преобразователей. Был налажен выпуск оборудования, которое поставлялось для линии передачи электроэнергии постоянным током СССР — Финляндия и Экибастуз — Центр.

## Награды и премии
- Государственная премия СССР в области науки и техники (1989)[3]
- Орден Трудового Красного Знамени[4]
- Медаль «За доблестный труд»[4]
- Почётный гражданин города Тольятти (19 мая 2004) — за большой вклад в социально-экономическое развитие города[4]